# 瓦達伊高地
瓦達伊高地是乍得東部與蘇丹接壤的地區，位於乍得的東界，是分隔乍得和尼羅河的分水嶺。季節性河流巴塔河是該地區重要的河流，在雨季時把雨水引往別處。